# Parecnomina hamata
Parecnomina hamata is een schietmot uit de familie Ecnomidae. De soort komt voor in het Afrotropisch gebied.